# Asdrúbal Martins Soares
Asdrúbal Martins Soares (Piúma, 18 de julho de 1900 — Rio de Janeiro, 16 de dezembro de 1978) foi um jornalista, engenheiro e político brasileiro.

## Biografia
Cursou o primário e o secundário no Ginásio São Vicente de Paula em seu estado e formou-se em engenharia pela Escola Politécnica de Engenharia do Rio de Janeiro em 1924.
Foi prefeito de Vitória, de 18 de outubro de 1930 a 2 de março de 1933.
Foi governador do Espírito Santo, de 5 de agosto de 1962 a 31 de janeiro de 1963.
Dirigiu os jornais O Estado e A Tribuna, de Vitória, foi membro do Clube de Engenharia e do Instituto Histórico e Geográfico do Espírito Santo e presidente da Espírito Santo Centrais Elétricas S.A. (Escelsa).
Faleceu no Rio de Janeiro em 16 de dezembro de 1978. Era casado com Ivone Trinxet Soares, com quem teve três filhos. Sua sobrinha Maria Helena Espíndola Alves foi casada com Cícero Alves, governador do Espírito Santo entre 1950 e 1951 e deputado federal por esse estado na legislatura 1955 a 1959.